# Enrique Dans
Enrique Dans (La Coruña, 14 de mayo de 1965) es profesor de Innovación y Tecnología en IE Business School desde el año 1990 y escritor.

## Formación y carrera docente
Es doctor (Ph.D.) en gestión de procesos de negocio especializado en Sistemas de Información por la Universidad de California, Maestría en Administración de Negocios por el IE Business School y Licenciado en Ciencias Biológicas por la Universidad de Santiago de Compostela. También ha cursado estudios postdoctorales en Harvard Business School.
Colabora habitualmente con numerosos periódicos y revistas como El País, El Mundo, Expansión, Cinco Días o Vozpópuli en temas relacionados con Internet, la innovación y las nuevas tecnologías; estudiando los efectos que estas producen en las personas, empresas y en la sociedad. Actualmente, además de su página personal, escribe de manera fija en la edición norteamericana de la revista Forbes y en Medium. Es profesor visitante de la Escuela Diplomática y también de la Universidad de Oxford en el Reino Unido. También es asesor de varias empresas innovadoras o «startups» y de compañías tecnológicas consolidadas. 

## Biografía
Formó parte de la reunión entre los blogueros y Ángeles González-Sinde cuyo objetivo era debatir la Ley Sinde, siendo más tarde uno de los impulsores del movimiento NoLesVotes.
En marzo de 2012, Promusicae demandó a Enrique Dans por infracción al honor a raíz de un post del mismo en su blog. La demanda fue posteriormente desestimada.
En 2016 fue galardonado con el Premio de Comunicación en los Premios Adigital que convoca la Asociación Española de la Economía Digital.

## Blog personal
Su blog, comenzado en 2003, fue candidato a Mejor Weblog en Español en los premios BOBs de 2006, y elegido por El Mundo como uno de los cien mejores blogs en inglés y en castellano en el año 2009.Publicó en 2010 un libro, de título Todo va a Cambiar, que constituyó una de las primeras experiencias de publicación con licencia Creative Commons por una gran editorial española, y que posteriormente ha publicado como «edición social», una versión web sin restricciones de acceso. En 2019 publicó su segundo libro, «Viviendo en el futuro», también con licencia Creative Commons. 

## Libros
- Todo vuelve a cambiar. Cómo la Web3 revolucionará el mundo tal y como lo conocemos. Ediciones Deusto, 2023.
- Viviendo en el futuro. Claves sobre cómo la tecnología está cambiando nuestro mundo. Ediciones Deusto, 2019.
- Todo va a cambiar. Tecnología y evolución: adaptarse o desaparecer. Ediciones Deusto, 2010.